# Didymella graminicola
Didymella graminicola är en svampart som beskrevs av Punith. 1970. Didymella graminicola ingår i släktet Didymella, ordningen Pleosporales, klassen Dothideomycetes, divisionen sporsäcksvampar och riket svampar.   Inga underarter finns listade i Catalogue of Life.